# Cristián Montecinos
Cristián Antonio Montecinos González (Talca, 29 de diciembre de 1970) es un exfutbolista chileno, de dilatada trayectoria por numerosos clubes de su país y del extranjero. Reconocido por su potente pegada al balón y olfato goleador. Defendió a su selección en la Copa América 2001 y en la Clasificación de CONMEBOL para la Copa Mundial de Fútbol de 2002.
Tras retirarse en 2007, en 2009 fue contratado por San Marcos de Arica para jugar los dos partidos que el equipo ariqueño debía disputar para lograr subir a la división de honor. Finalmente el club no ascendió y Montecinos dejó definitivamente el fútbol profesional donde es el noveno jugador chileno más goleador de la historia con 286 goles.
Es padre del también futbolista Joaquín Montecinos, que actualmente juega en O'Higgins de Rancagua de la Primera División de Chile.

## Trayectoria
El delantero debutó por Rangers en 1988 gracias a su padre Máximo Montecinos Flies, club con el que consiguió el campeonato de Segunda División y el ascenso a Primera en el mismo año. Posteriormente fue transferido a Unión Española, club donde ganó la Copa Chile de 1992 y jugó la Copa Libertadores 1994.
En 1993 fue cedido a Deportes Temuco donde se titula goleador de la Copa Chile con 15 tantos. y el club se titula ganador de la Pre-Liguilla Libertadores (Chile) eliminando en la llave a Universidad Católica el subcampeón de Chile, y clasificando a la Liguilla Pre-Libertadores (Chile) jugada en Santiago de Chile donde en el partido final pierde la oportunidad de clasificar al perder 1 a 0 ante Unión Española con un polémico penal a último minuto.
Posteriormente fue a jugar al fútbol de Colombia, donde consiguió el campeonato en la temporada 1994-1995 con Junior de Barranquilla, anotando 16 goles, y siendo parte de un plantel que incluía figuras como Iván René Valenciano y Carlos Valderrama. De allí pasó al fútbol de México, donde jugó con el Club Santos Laguna de Torreón durante la temporada 1996-1997. Consiguió el Torneo de Invierno mexicano con este club.
Su paso por Deportes Concepción comenzó en 1998, con una muy buena campaña del equipo penquista, que terminó 5° en la temporada. Esto lo catapultó de vuelta al fútbol de México, donde jugó en el Cruz Azul Hidalgo. Posteriormente retornó a Chile, específicamente a jugar en Colo-Colo, club en donde estuvo una temporada, convirtiendo 10 goles en 28 partidos. En este club jugó la Copa Libertadores 1999 y la Copa Mercosur 1999.
Volvió a México a jugar por Necaxa club con el que disputó el primer Mundial de Clubes en el año 2000, en donde anotó dos goles uno de ellos en un duelo contra Manchester United.
Después de esto es contratado por el Puebla, aunque los éxitos deportivos no son los de antes. Durante 2001 milita de nuevo en Deportes Concepción. Luego emigra a los Emiratos Árabes Unidos para jugar en el Al Wasl, club donde militó hasta el primer semestre de 2004.
Un fracasado intento por volver a Rangers terminó con el atacante retornando a Deportes Concepción en 2005, cumpliendo nuevamente una buena cosecha: con 13 goles anotados, se convirtió en uno de los 3 goleadores del torneo.
La suspensión de Concepción en 2006 significó que Montecinos tuviera un breve retorno a Unión Española durante 2006. Sin embargo, la reaparición del equipo morado al año siguiente lo hizo retornar al uniforme lila. Problemas internos lo llevaron a dejar la tienda de la Región del Biobío a finales de 2007.
El año 2009, y luego de dos años de retiro, regresa al fútbol profesional jugando por San Marcos de Arica. El entrenador de los ariqueños, Hernán Godoy, lo llamó para reforzar al club de Primera B que participó de la liguilla de promoción y fue derrotado por Palestino en definición a penales, perdiendo el lanzamiento que le correspondía.

## Selección nacional
El atacante integró la selección chilena alternativa que jugó la Copa América 2001, cumpliendo una destacada actuación como goleador del equipo con 3 tantos en 4 partidos. Jugó, adicionalmente, algunos partidos de la Clasificación de CONMEBOL para la Copa Mundial de Fútbol de 2002.

### Participaciones en Copa América
| Torneo            | Sede     | PJ | Goles | Resultado        |
| ----------------- | -------- | -- | ----- | ---------------- |
| Copa América 2001 | Colombia | 4  | 3     | Cuartos de final |

### Participaciones en Clasificatorias
| Eliminatorias                    | País                  | Resultado | Posición | PJ | Goles |
| -------------------------------- | --------------------- | --------- | -------- | -- | ----- |
| Eliminatorias Corea y Japón 2002 | Corea del Sur y Japón | Eliminado | 10º      | 4  | 0     |

### Partidos internacionales
| Partidos internacionales | Partidos internacionales | Partidos internacionales                                       | Partidos internacionales | Partidos internacionales | Partidos internacionales | Partidos internacionales | Partidos internacionales | Partidos internacionales | Partidos internacionales         |
| N.º                      | Fecha                    | Estadio                                                        | Local                    | Resultado                | Visitante                | Goles                    | Asistencias              | DT                       | Competición                      |
| ------------------------ | ------------------------ | -------------------------------------------------------------- | ------------------------ | ------------------------ | ------------------------ | ------------------------ | ------------------------ | ------------------------ | -------------------------------- |
| 1                        | 20 de junio de 1999      | Estadio Nacional, Santiago, Chile                              | Chile                    | 1-0                      | Bolivia                  |                          |                          | Nelson Acosta            | Amistoso                         |
| 2                        | 2 de junio de 2001       | Estadio Defensores del Chaco, Asunción, Paraguay               | Paraguay                 | 1-0                      | Chile                    |                          |                          | Pedro García             | Clasificatorias Corea-Japón 2002 |
| 3                        | 11 de julio de 2001      | Estadio Metropolitano Roberto Meléndez, Barranquilla, Colombia | Ecuador                  | 1-4                      | Chile                    | Anotado · Anotado        |                          | Pedro García             | Copa América 2001                |
| 4                        | 14 de julio de 2001      | Estadio Metropolitano Roberto Meléndez, Barranquilla, Colombia | Chile                    | 1-0                      | Venezuela                | Anotado                  |                          | Pedro García             | Copa América 2001                |
| 5                        | 17 de julio de 2001      | Estadio Metropolitano Roberto Meléndez, Barranquilla, Colombia | Colombia                 | 2-0                      | Chile                    |                          |                          | Pedro García             | Copa América 2001                |
| 6                        | 22 de julio de 2001      | Estadio Hernán Ramírez Villegas, Pereira, Colombia             | Chile                    | 0-2                      | México                   |                          |                          | Pedro García             | Copa América 2001                |
| 7                        | 14 de agosto de 2001     | Estadio Nacional, Santiago, Chile                              | Chile                    | 2-2                      | Bolivia                  |                          |                          | Pedro García             | Clasificatorias Corea-Japón 2002 |
| 8                        | 1 de septiembre de 2001  | Estadio Nacional, Santiago, Chile                              | Chile                    | 2-1                      | Francia                  |                          |                          | Pedro García             | Amistoso                         |
| 9                        | 4 de septiembre de 2001  | Estadio Nacional, Santiago, Chile                              | Chile                    | 0-2                      | Venezuela                |                          |                          | Pedro García             | Clasificatorias Corea-Japón 2002 |
| Total                    | Total                    | Total                                                          | Presencias               | 9                        | Goles                    | 3                        |                          |                          |                                  |

| Selección chilena | Selección chilena | Selección chilena |
| Año               | Partidos          | Goles             |
| ----------------- | ----------------- | ----------------- |
| 1999              | 1                 | 0                 |
| 2001              | 8                 | 3                 |
| Total             | 9                 | 3                 |

## Estadísticas

### Clubes
| Club                               | Div.          | Temporada     | Liga  | Liga  | Liga   | Copas nacionales | Copas nacionales | Copas nacionales | Torneos internacionales | Torneos internacionales | Torneos internacionales | Total | Total | Total  | Media goleadora |
| Club                               | Div.          | Temporada     | Part. | Goles | Asist. | Part.            | Goles            | Asist.           | Part.                   | Goles                   | Asist.                  | Part. | Goles | Asist. | Media goleadora |
| ---------------------------------- | ------------- | ------------- | ----- | ----- | ------ | ---------------- | ---------------- | ---------------- | ----------------------- | ----------------------- | ----------------------- | ----- | ----- | ------ | --------------- |
| Rangers · Chile                    | 2.ª           | 1988          | 1     | 0     | 0      | —                | —                | —                | —                       | —                       | —                       | 1     | 0     | 0      | 0.00            |
| Rangers · Chile                    | 1.ª           | 1989-90       | 21    | 7     | 4      | 11               | 2                | 2                | —                       | —                       | —                       | 32    | 9     | 6      | 0.28            |
| Rangers · Chile                    | 2.ª           | 1990          | 28    | 14    | 7      | 12               | 3                | 4                | —                       | —                       | —                       | 40    | 17    | 11     | 0.43            |
| Rangers · Chile                    | 1.ª           | 2004          | 16    | 6     | 3      | —                | —                | —                | —                       | —                       | —                       | 16    | 6     | 3      | 0.38            |
| Rangers · Chile                    | Total club    | Total club    | 66    | 27    | 14     | 23               | 5                | 6                | 0                       | 0                       | 0                       | 89    | 32    | 20     | 0.36            |
| Unión Española · Chile             | 1.ª           | 1991          | 14    | 6     | 6      | 10               | 4                | 1                | —                       | —                       | —                       | 24    | 10    | 7      | 0.42            |
| Unión Española · Chile             | 1.ª           | 1992          | 21    | 7     | 5      | 12               | 5                | 3                | —                       | —                       | —                       | 33    | 12    | 8      | 0.36            |
| Unión Española · Chile             | 1.ª           | 1994          | 6     | 3     | 1      | 10               | 5                | 2                | 6                       | 1                       | 0                       | 22    | 9     | 3      | 0.41            |
| Unión Española · Chile             | 1.ª           | 2006          | 5     | 1     | 0      | —                | —                | —                | 2                       | 0                       | 0                       | 7     | 1     | 0      | 0.14            |
| Unión Española · Chile             | Total club    | Total club    | 46    | 17    | 12     | 32               | 14               | 6                | 8                       | 1                       | 0                       | 86    | 32    | 18     | 0.37            |
| Deportes Temuco · Chile            | 1.ª           | 1993          | 25    | 12    | 4      | 17               | 16               | 3                | —                       | —                       | —                       | 42    | 28    | 7      | 0.67            |
| Deportes Temuco · Chile            | Total club    | Total club    | 25    | 12    | 4      | 17               | 16               | 3                | 0                       | 0                       | 0                       | 42    | 28    | 7      | 0.67            |
| Junior · Colombia                  | 1.ª           | 1994          | 15    | 8     | 2      | —                | —                | —                | —                       | —                       | —                       | 15    | 8     | 2      | 0.53            |
| Junior · Colombia                  | 1.ª           | 1995          | 28    | 16    | 6      | —                | —                | —                | —                       | —                       | —                       | 28    | 16    | 6      | 0.57            |
| Junior · Colombia                  | 1.ª           | 1995          | 15    | 7     | 2      | —                | —                | —                | —                       | —                       | —                       | 15    | 7     | 2      | 0.47            |
| Junior · Colombia                  | Total club    | Total club    | 58    | 31    | 10     | 0                | 0                | 0                | 0                       | 0                       | 0                       | 58    | 31    | 10     | 0.54            |
| Deportes Tolima · Colombia         | 1.ª           | 1996          | 24    | 7     | 5      | —                | —                | —                | —                       | —                       | —                       | 24    | 7     | 5      | 0.29            |
| Deportes Tolima · Colombia         | Total club    | Total club    | 24    | 7     | 5      | 0                | 0                | 0                | 0                       | 0                       | 0                       | 24    | 7     | 5      | 0.29            |
| Santos Laguna · México             | 1.ª           | 1996-97       | 24    | 4     | 3      | —                | —                | —                | —                       | —                       | —                       | 24    | 4     | 3      | 0.17            |
| Santos Laguna · México             | 1.ª           | 1997          | 13    | 1     | 2      | —                | —                | —                | —                       | —                       | —                       | 13    | 1     | 2      | 0.08            |
| Santos Laguna · México             | Total club    | Total club    | 37    | 5     | 5      | 0                | 0                | 0                | 0                       | 0                       | 0                       | 37    | 5     | 5      | 0.14            |
| Deportes Concepción · Chile        | 1.ª           | 1998          | 6     | 5     | 3      | 6                | 2                | 2                | —                       | —                       | —                       | 12    | 7     | 5      | 0.58            |
| Deportes Concepción · Chile        | 1.ª           | 2001          | 11    | 9     | 4      | —                | —                | —                | 7                       | 2                       | 4                       | 18    | 11    | 8      | 0.61            |
| Deportes Concepción · Chile        | 1.ª           | 2005          | 36    | 20    | 14     | —                | —                | —                | —                       | —                       | —                       | 36    | 20    | 14     | 0.56            |
| Deportes Concepción · Chile        | 1.ª           | 2007          | 16    | 4     | 2      | —                | —                | —                | —                       | —                       | —                       | 16    | 4     | 2      | 0.25            |
| Deportes Concepción · Chile        | Total club    | Total club    | 69    | 38    | 23     | 6                | 2                | 2                | 7                       | 2                       | 4                       | 82    | 42    | 29     | 0.51            |
| Cruz Azul Hidalgo · México         | 2.ª           | 1998          | 16    | 8     | 2      | —                | —                | —                | —                       | —                       | —                       | 16    | 8     | 2      | 0.50            |
| Cruz Azul Hidalgo · México         | Total club    | Total club    | 16    | 8     | 2      | 0                | 0                | 0                | 0                       | 0                       | 0                       | 16    | 8     | 2      | 0.50            |
| Colo-Colo · Chile                  | 1.ª           | 1999          | 28    | 10    | 8      | —                | —                | —                | 9                       | 4                       | 0                       | 37    | 14    | 8      | 0.38            |
| Colo-Colo · Chile                  | Total club    | Total club    | 28    | 10    | 8      | 0                | 0                | 0                | 9                       | 4                       | 0                       | 37    | 14    | 8      | 0.38            |
| Necaxa · México                    | 1.ª           | 2000          | 12    | 4     | 4      | —                | —                | —                | 4                       | 2                       | 0                       | 16    | 6     | 4      | 0.38            |
| Necaxa · México                    | Total club    | Total club    | 12    | 4     | 4      | 0                | 0                | 0                | 4                       | 2                       | 0                       | 16    | 6     | 4      | 0.38            |
| Puebla · México                    | 1.ª           | 2000          | 12    | 3     | 2      | —                | —                | —                | —                       | —                       | —                       | 12    | 3     | 2      | 0.25            |
| Puebla · México                    | Total club    | Total club    | 12    | 3     | 2      | 0                | 0                | 0                | 0                       | 0                       | 0                       | 12    | 3     | 2      | 0.25            |
| Al-Wasl · Emiratos Árabes Unidos   | 1.ª           | 2001-02       | 18    | 14    | 5      | 17               | 24               | 8                | —                       | —                       | —                       | 35    | 38    | 13     | 1,09            |
| Al-Wasl · Emiratos Árabes Unidos   | Total club    | Total club    | 18    | 14    | 5      | 17               | 24               | 8                | 0                       | 0                       | 0                       | 35    | 38    | 13     | 1,09            |
| Dubai CSC · Emiratos Árabes Unidos | 1.ª           | 2002-03       | 21    | 19    | 6      | 5                | 2                | 2                | —                       | —                       | —                       | 26    | 21    | 8      | 0.81            |
| Dubai CSC · Emiratos Árabes Unidos | Total club    | Total club    | 21    | 19    | 6      | 5                | 2                | 2                | 0                       | 0                       | 0                       | 26    | 21    | 8      | 0.81            |
| Al Ittihad Doha Catar              | 1.ª           | 2003          | 4     | 5     | 1      | 6                | 3                | 3                | —                       | —                       | —                       | 10    | 8     | 4      | 0.80            |
| Al Ittihad Doha Catar              | 1.ª           | 2003          | —     | —     | —      | 3                | 2                | 1                | —                       | —                       | —                       | 3     | 2     | 1      | 0.67            |
| Al Ittihad Doha Catar              | Total club    | Total club    | 4     | 5     | 1      | 9                | 5                | 4                | 0                       | 0                       | 0                       | 13    | 10    | 5      | 0.77            |
| Al-Wahda · Emiratos Árabes Unidos  | 1.ª           | 2003-04       | —     | —     | —      | 8                | 6                | 2                | —                       | —                       | —                       | 8     | 6     | 2      | 0.75            |
| Al-Wahda · Emiratos Árabes Unidos  | Total club    | Total club    | 0     | 0     | 0      | 8                | 6                | 2                | 0                       | 0                       | 0                       | 8     | 6     | 2      | 0.75            |
| San Marcos de Arica · Chile        | 2.ª           | 2009          | —     | —     | —      | 2                | 0                | 0                | —                       | —                       | —                       | 2     | 0     | 0      | 0.00            |
| San Marcos de Arica · Chile        | Total club    | Total club    | 0     | 0     | 0      | 2                | 0                | 0                | 0                       | 0                       | 0                       | 2     | 0     | 0      | 0.00            |
| Total carrera                      | Total carrera | Total carrera | 436   | 200   | 101    | 119              | 74               | 33               | 28                      | 9                       | 4                       | 583   | 283   | 138    | 0.49            |
| 1. 2. 3.                           |               |               |       |       |        |                  |                  |                  |                         |                         |                         |       |       |        |                 |

### Selección
| Selección      | Temporada     | Amistosos | Amistosos | Amistosos | Sudamérica | Sudamérica | Sudamérica | Mundial | Mundial | Mundial | Total | Total | Total  | Media goleadora |
| Selección      | Temporada     | Part.     | Goles     | Asist.    | Part.      | Goles      | Asist.     | Part.   | Goles   | Asist.  | Part. | Goles | Asist. | Media goleadora |
| -------------- | ------------- | --------- | --------- | --------- | ---------- | ---------- | ---------- | ------- | ------- | ------- | ----- | ----- | ------ | --------------- |
| Adulta · Chile | 1999          | 1         | 0         | 0         | —          | —          | —          | —       | —       | —       | 1     | 0     | 0      | 0.00            |
| Adulta · Chile | 2000          | —         | —         | —         | —          | —          | —          | —       | —       | —       | 0     | 0     | 0      | 0.00            |
| Adulta · Chile | 2001          | 1         | 0         | 0         | 7          | 3          | 2          | —       | —       | —       | 8     | 3     | 2      | 0.38            |
| Adulta · Chile | Total         | 2         | 0         | 0         | 7          | 3          | 2          | 0       | 0       | 0       | 9     | 3     | 2      | 0,33            |
| Total carrera  | Total carrera | 2         | 0         | 0         | 7          | 3          | 2          | 0       | 0       | 0       | 9     | 3     | 2      | 0,33            |
| 1.             |               |           |           |           |            |            |            |         |         |         |       |       |        |                 |

### Resumen estadístico
| Competición           | Partidos | Goles | Promedio | Asistencias | Promedio | G y A | Promedio |
| --------------------- | -------- | ----- | -------- | ----------- | -------- | ----- | -------- |
| Primera División      | 391      | 178   | 0,46     | 92          | 0,24     | 270   | 0,69     |
| Segunda División      | 45       | 22    | 0,49     | 9           | 0,20     | 31    | 0,69     |
| Copas nacionales      | 119      | 74    | 0,62     | 33          | 0,28     | 107   | 0,90     |
| Copas internacionales | 28       | 9     | 0,32     | 4           | 0,14     | 13    | 0,46     |
| Selección Adulta      | 9        | 3     | 0,33     | 2           | 0,22     | 5     | 0,56     |
| Total                 | 592      | 286   | 0,48     | 140         | 0,24     | 426   | 0,72     |

### Tripletes
| Partidos en los que anotó tres o más goles | Partidos en los que anotó tres o más goles | Partidos en los que anotó tres o más goles | Partidos en los que anotó tres o más goles | Partidos en los que anotó tres o más goles | Partidos en los que anotó tres o más goles | Partidos en los que anotó tres o más goles |
| N.º                                        | Fecha                                      | Estadio                                    | Partido                                    | Goles                                      | Resultado                                  | Competición                                |
| ------------------------------------------ | ------------------------------------------ | ------------------------------------------ | ------------------------------------------ | ------------------------------------------ | ------------------------------------------ | ------------------------------------------ |
| 1                                          | 11 de octubre de 1992                      | Nacional, Santiago                         | Unión Española - Everton                   |                                            | 5 - 2                                      | Primera División de Chile 1992             |
| 2                                          | 2 de mayo de 1993                          | Nelson Oyarzún, Chillán                    | Ñublense - Deportes Temuco                 |                                            | 2 - 3                                      | Copa Chile 1993                            |
| 3                                          | 12 de mayo de 1993                         | Germán Becker, Temuco                      | Deportes Temuco - Ñublense                 |                                            | 4 - 0                                      | Copa Chile 1993                            |
| 4                                          | 3 de octubre de 1993                       | Germán Becker, Temuco                      | Deportes Temuco - Deportes Iquique         |                                            | 4 - 1                                      | Primera División de Chile 1993             |
| 5                                          | 12 de octubre de 2001                      | Zabeel Stadium, Dubái                      | Al-Wasl - Baniyas SC                       |                                            | 5 - 3                                      | Copa Unión EAU 2001                        |
| 6                                          | 26 de octubre de 2001                      | Zabeel Stadium, Dubái                      | Al-Wasl - Al-Jazira                        |                                            | 5 - 1                                      | Copa Unión EAU 2001                        |
| 7                                          | 23 de noviembre de 2001                    | Mohammad al Qassimi, Khor Fakkan           | Al-Khaleej - Al-Wasl                       |                                            | 1 - 6                                      | Liga Árabe del Golfo EAU 2001-02           |
| 8                                          | 3 de enero de 2002                         | Zabeel Stadium, Dubái                      | Al-Wasl - Ras Al-Khaima                    |                                            | 6 - 3                                      | Copa Presidente EAU 2001-02                |
| 9                                          | 30 de octubre de 2002                      | Dubai Club, Dubái                          | Dubai CSC - Al-Wasl                        |                                            | 5 - 2                                      | Liga Árabe del Golfo EAU 2002-03           |
| 10                                         | 27 de marzo de 2003                        | Hamad bin Khalifa, Doha                    | Al-Ahli Doha - Al-Ittihad                  |                                            | 1 - 3                                      | Stars League de Catar 2002-03              |

## Palmarés

### Torneos nacionales
| Título              | Club           | País     | Año           |
| ------------------- | -------------- | -------- | ------------- |
| Primera B           | Rangers        | Chile    | 1988          |
| Copa Chile          | Unión Española | Chile    | 1992          |
| Categoría Primera A | Junior         | Colombia | 1995          |
| Primera División    | Santos Laguna  | México   | Invierno 1996 |

### Distinciones individuales
| Distinción                                                 | Año    |
| ---------------------------------------------------------- | ------ |
| Máximo Goleador de la Copa Chile (15 goles)                | 1993   |
| Máximo goleador de la Liga Árabe (19 goles)                | 2003   |
| Máximo Goleador de la Primera División de Chile (13 goles) | 2005-C |